# フリーマントル (西オーストラリア州)

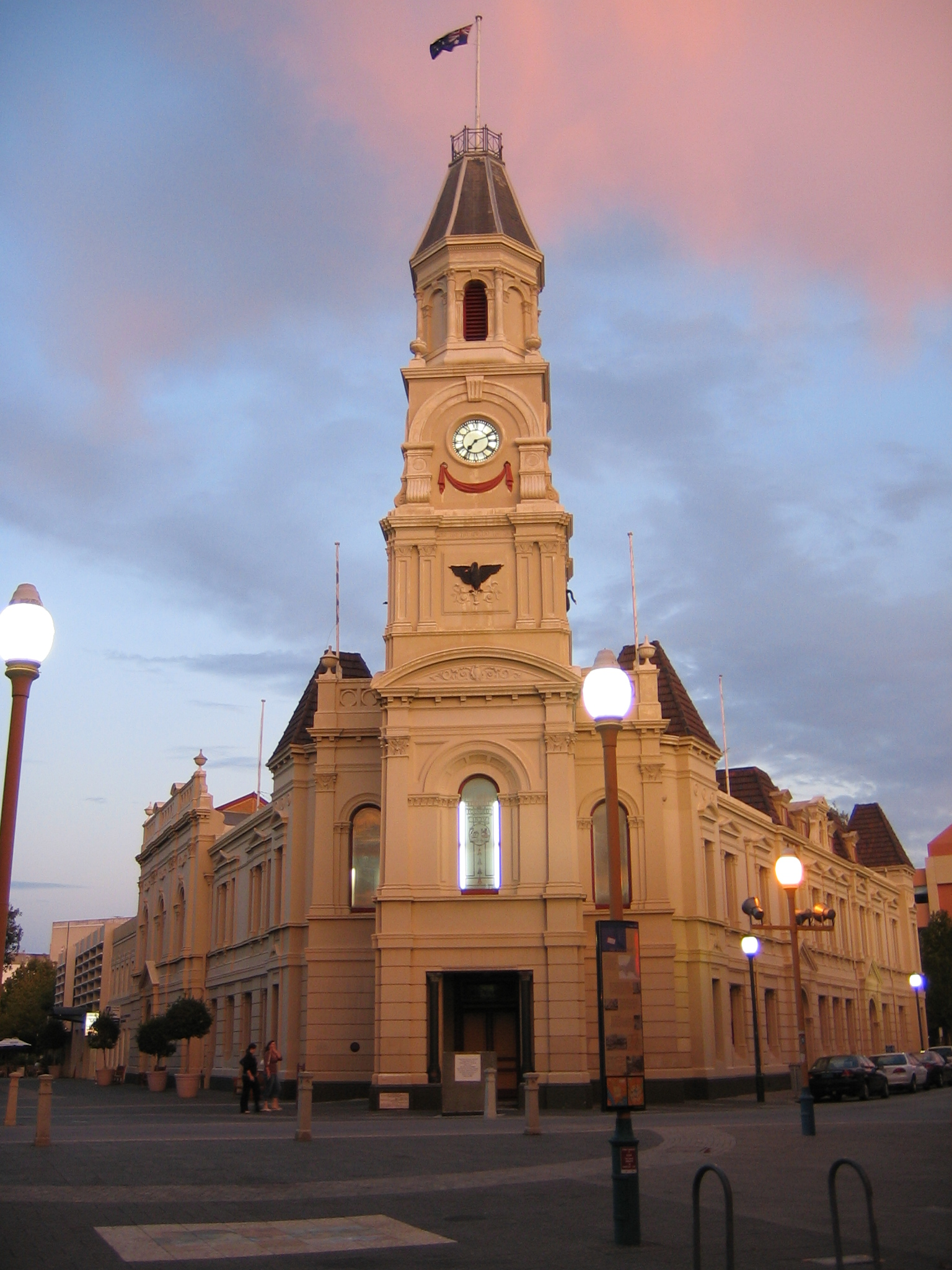
タウンホール

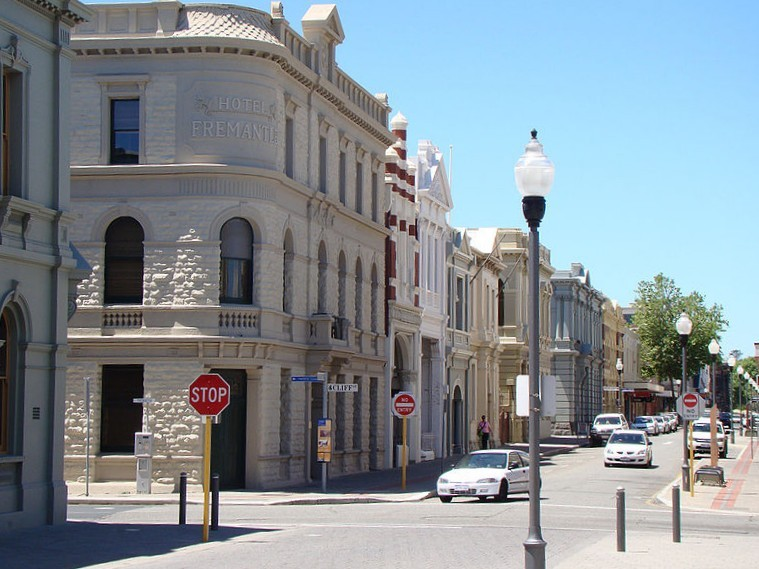
街並み

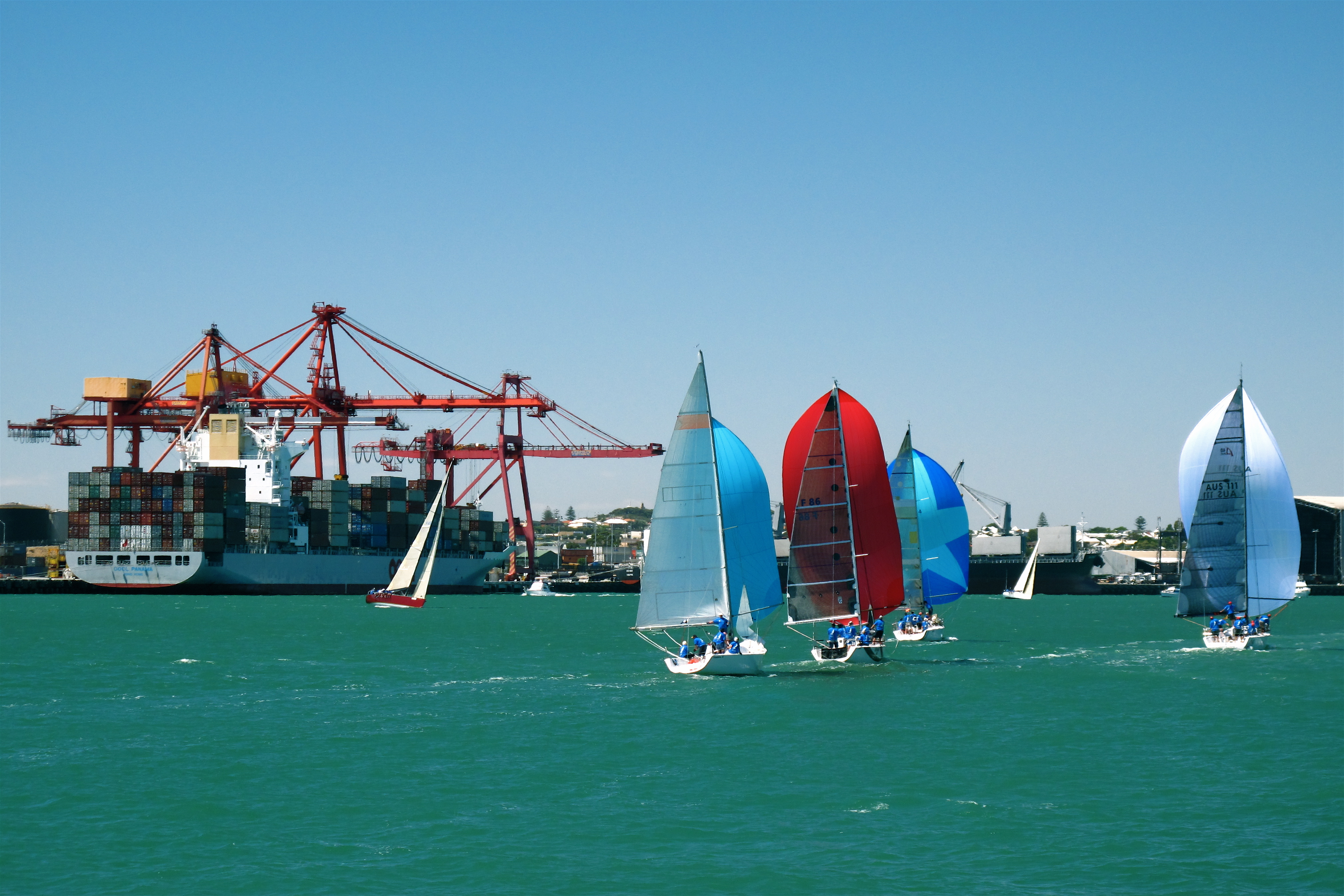
フリーマントル港

フリーマントル（Fremantle、発音："FREE-mantle"）は西オーストラリア州の港町。州都パース CBDから南西19 kmのスワン川河口に位置する。人口は約2万9000人。地名は英国海軍の軍人チャールズ・フリーマントルに因む。
パースの外港として機能しており、州内で最大規模の港湾施設を備えている。古くから港町として栄えているため歴史的な建物が多く残り、観光地としての側面もある。南極へ向かう各国の南極観測船が寄港している。

## 歴史
西オーストラリアを最初に探検したヨーロッパ人はオランダ人である。このため、ニューホランド（新オランダ）という呼び名が定着していたが、オランダ人は植民地を設置しなかった。
1827年、英国海軍の船長ジェームズ・スターリングのHMSサクセス号がスワン川の河口付近を調査し報告書を作成した。イギリス政府はこの報告書を元に「スワン川植民地」設置を決定した。
1829年、英国海軍の船長チャールズ・フリーマントルのHMSチャレンジャー号が到着、イギリスの国旗を掲げてジョージ4世 (イギリス王)の名の元にイギリス領であることを宣言した。１ヶ月後、スターリングも到着し本格的な植民地建設を開始した。フリーマントルは数ヶ月間スターリングを補佐した後、現地を離れた。
スターリングはスワン川河口付近を「フリーマントル」と命名した。フリーマントルから20 ㎞程上流の地点にも定住地を設立し、パースと命名した。
1831年、スターリングは西オーストラリア州総督に任命された。
当時、囚人は「安い労働力」として重宝されていたが、スワン川植民地建設には大量の囚人が必要とされた。1850年、フリーマントルは正式な流刑地に指定され、大規模な刑務所が建設された。囚人船の受け入れは1868年まで続いた。
1881年、フリーマントルとパースを結ぶ鉄道が開通した。
1897年、港湾の拡張工事が行われ、スワン川河口の砂岩を撤去し、大型船の入港を可能にした。当時は中東からラクダが輸入されており、ラクダが道路を移動するための特別な交通法規があった。
1929年、市となる。
第二次世界大戦時、フリーマントル港は太平洋戦域第2番目の連合国軍潜水艦の基地として使われ、アメリカ軍がフィリピンに進軍するまで、最大でアメリカ艦125隻、イギリス艦31隻、オランダ艦11隻が集結していた。

### 文化財
フリーマントルには多くの歴史的建物がある。囚人が建てたフリーマントル刑務所は世界遺産に登録されている。

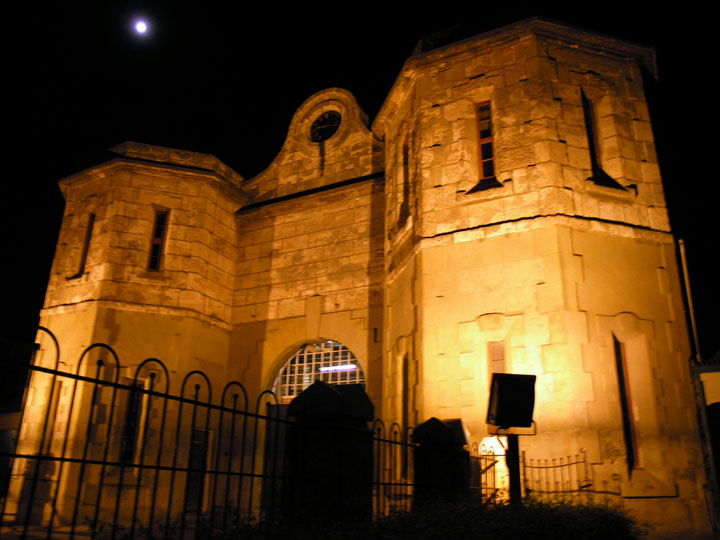
フリーマントル刑務所
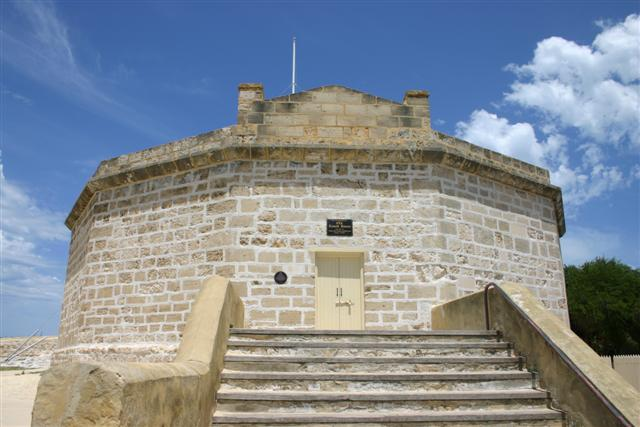
The Round House
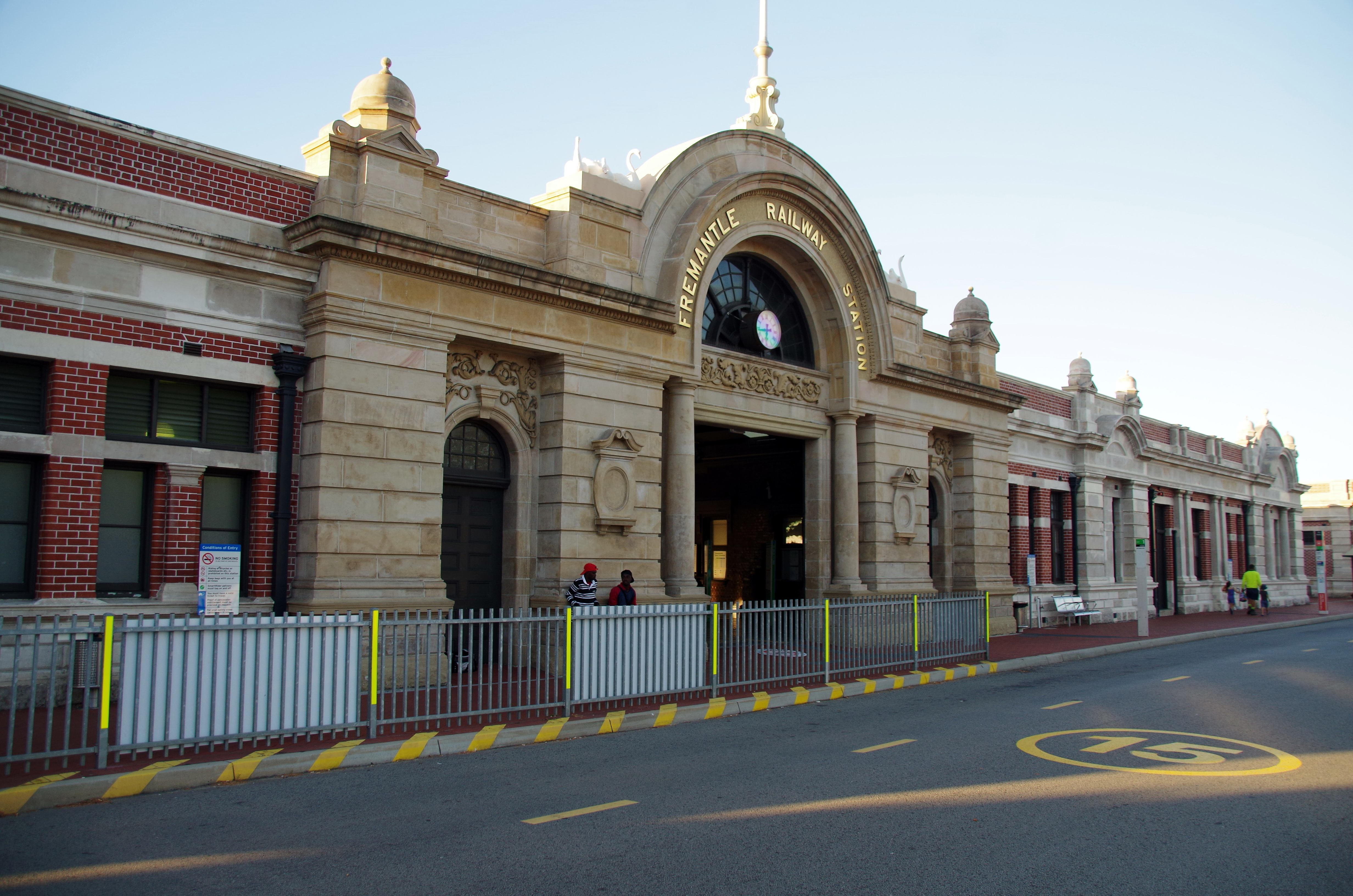
フリーマントル駅
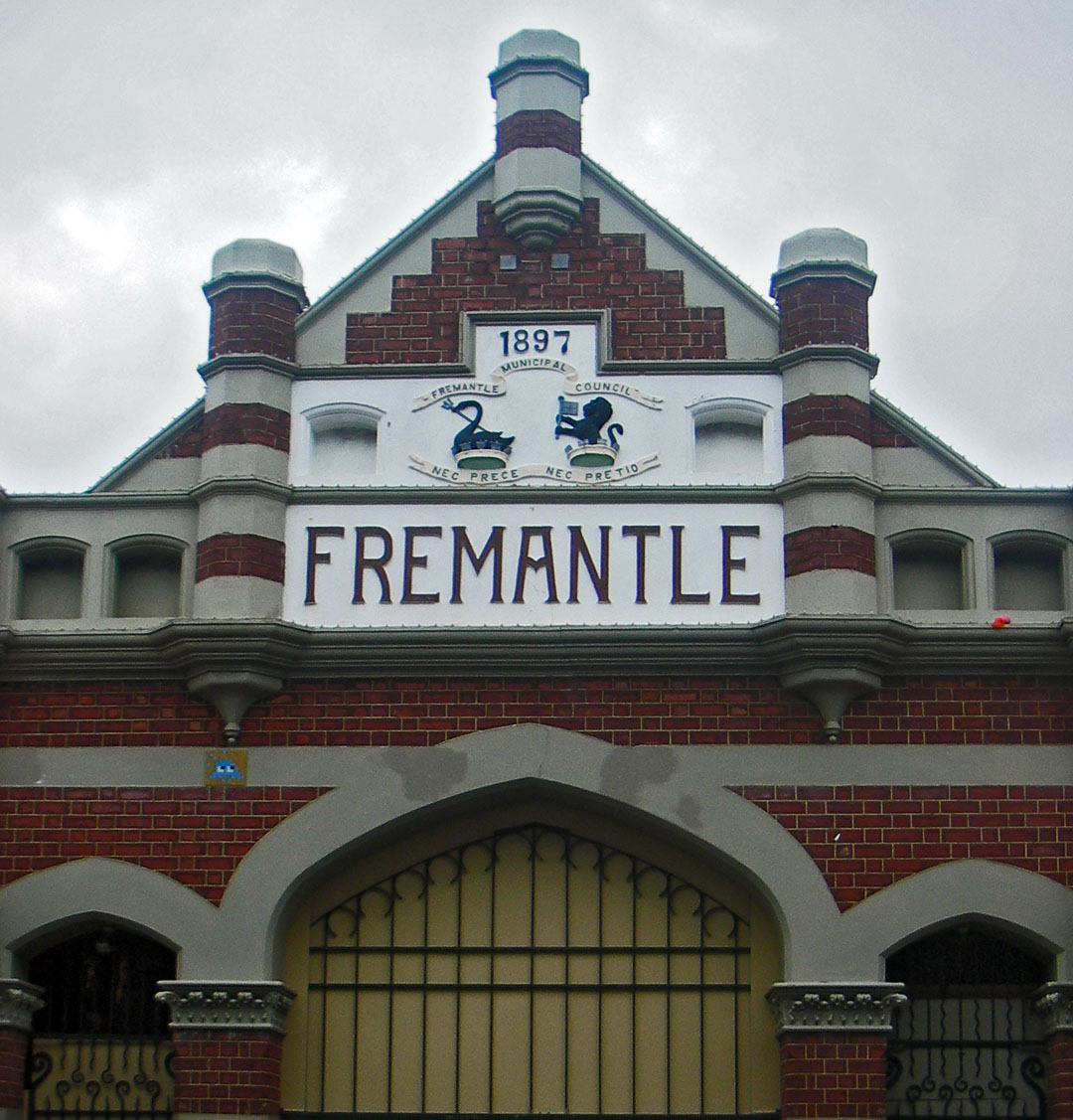
フリーマントルマーケット

## 街の特徴
イタリア、ポルトガル、クロアチアなどのコミュニティーがある。
1987年のアメリカスカップの開催で世界的に名前が知られるようになった。
AFLチームは フリーマントルFC（通称： The Dockers）。
盛夏にフリーマントルからパースに吹く清風は"Fremantle Doctor"として知られる。

## 姉妹都市
- Seberang Perai、マレーシア 1978年
- 横須賀市、日本 1978年
- カーポ・ドルランド、イタリア 1983年
- モルフェッタ、イタリア 1984年
- フンシャル、ポルトガル 1996年

## 関連書籍
- 池澤夏樹 著, 「氷山の南」,ISBN 978-4-16-380790-4